# Idioma bidyara
Bidjara, también llamado Bidyara o Pitjara, es una lengua aborigen australiana. En 1980, fue hablado por veinte ancianos en Queensland entre los pueblos de Tambo y Augathella, o el Warrego y el Río Langlo. Hay muchos dialectos del idioma, incluyendo Gayiri y Gunggari. Algunos de ellos están siendo revitalizados y se están enseñando en las escuelas locales de la región.

## Dialectos

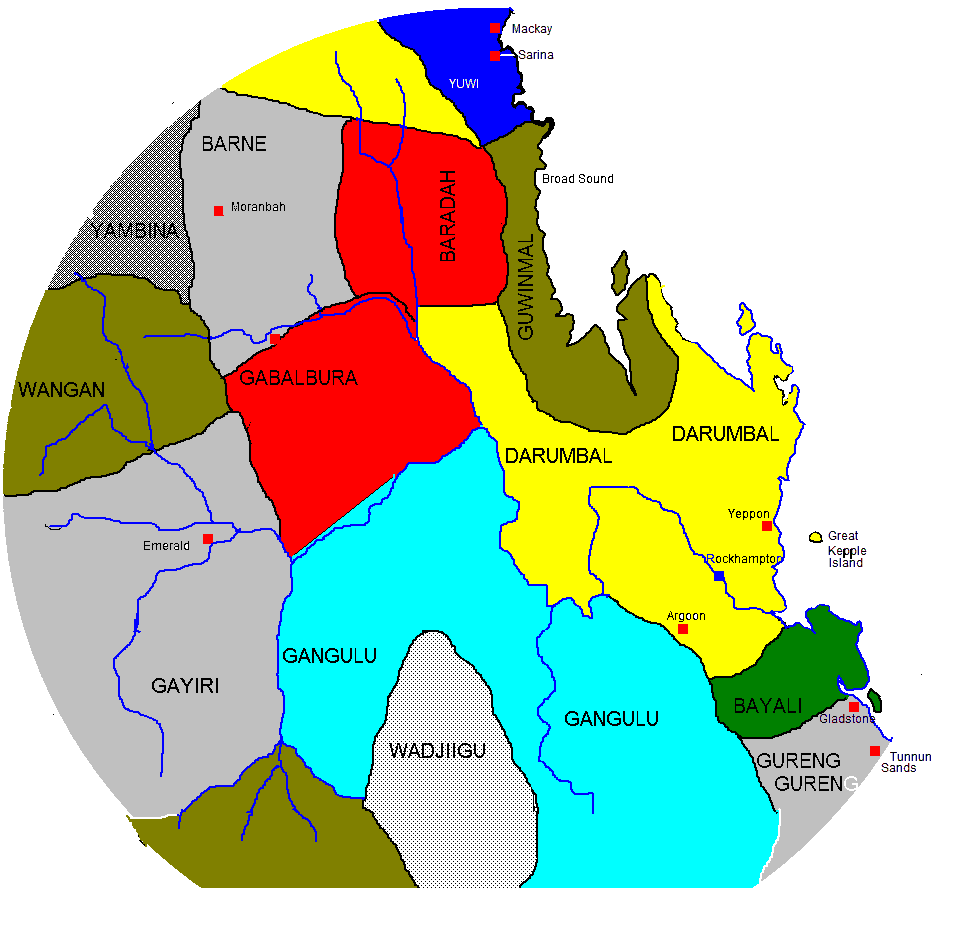
Mapa de las tierras tradicionales de los aborígenes alrededor de Rockhampton y Gladstone (Queensland).

El idioma Bidjara incluía numerosos dialectos, de los cuales Bidjara propiamente dicho fue el último en extinguirse. Uno de ellos era gunya (kunja), hablado en 31.200 km2 (12.188 millas cuadradas), desde el río Warrego cerca de Cunnamulla al norte hasta Augathella y la estación de Burenda; al oeste entre Cooladdi y Cheepie; al este de Morven y Angellala Creek; en Charle-ville. Fred McKellar fue el último orador conocido. Yagalingu está mal atestiguado, pero puede haber sido un dialecto de Bidjara.
Natalie Kwok preparó un informe sobre Gunggari para el Tribunal Nacional de Títulos Nativos en Australia.[cita requerida] En él dice:
El idioma sirvió como un importante marcador de identidad entre los pueblos Gunggari y Bidjara. Aunque académicamente hablando, se ha encontrado que las diferencias entre los dos idiomas son menores, desde un punto de vista emic tales distinciones fueron significativas y consecuentes. Lynette Nixon cuenta que cuando su padre conversaba con los hermanos Gadd se entendía que, aunque la comunicación era posible, cada uno hablaba en su propia lengua. Ann-Eckermann cuenta,
Estuve presente muchas veces cuando Bert Mailman (Bidjera) y la tía Mini Dodd y la tía Annie Currie se sentaban afuera de sus casas llamándose unos a otros en el idioma. Me explicaron que Bert hablaba Bidjera de Augathella y que las dos ancianas hablaban gunggari – y que, aunque algunas de las palabras eran mutuamente inteligibles, Bert realmente no podía entender lo que decían las damas – y lo estaba volviendo loco porque las mujeres se burlaban de él. (com. pers.)
La región incluye las áreas de gobierno local de la Comarca aborigen de Woorabinda y la Región de las Tierras Altas Centrales, incluido el Parque Nacional Blackdown Tableland. El Río Comet, y el Expedition Range, y las ciudades de Woorabinda, Springsure y Rolleston.

## Renacimiento del lenguaje

### Bidjara
El artista australiano Bidjara Christian Bumbarra Thompson emplea su idioma Bidjara en su trabajo de video en un intento de redistribuir su idioma al ámbito público. Su trabajo Gamu Mambu, que significa "Canción de sangre", es un trabajo en video de un cantante de ópera holandés barroco cantando en Bidjara. Fue incluida en la 17.ª Bienal de Sydney, La belleza de la distancia: Canciones de supervivencia en una era precaria.
Durante la Semana NAIDOC en 2019, el hombre de Bidjara, Owen Stanley, compartió sus ideas sobre la pérdida del idioma y su tristeza por no hablar con fluidez su propio idioma, con una audiencia en Uniting NSW. Dijo que su abuela fue una de los últimos 20 ancianos que murieron con el idioma y que se estaban haciendo intentos para revivir el idioma.

### Gunggari
A partir de 2021, solo quedaban tres hablantes nativos del idioma gunggari, incluido el anciano del año, la tía Lynette Nixon, y se ha realizado un importante esfuerzo de resurgimiento del idioma en las escuelas de Queensland desde St. Patrick's School en Mitchell comenzó a enseñarlo alrededor de 2013. Desde entonces, Mitchell State School también comenzó a enseñar gunggari. Aunty Lynette, junto con Gunggari Native Title Corporation (NTC), han estado compilando el primer diccionario Gunggari. Gunggari NTC también ha desarrollado talleres de idiomas, para que los adultos aprendan el idioma de su pueblo, realizando los primeros fuera del país en Toowoomba. A partir de noviembre de 2021, planeaban extender los talleres a Brisbane, Woorabinda y Mitchell.

## Fonología
Las consonantes en los dialectos Margany y Gunya:

### Vocales
|         | Anterior | Central | posterior |
| ------- | -------- | ------- | --------- |
| Cerrada | i iː     |         | u uː      |
| Abierta |          | a aː    |           |

### Consonantes
Las consonantes son las siguientes:
|             | Periferal | Periferal | Laminal | Laminal  | Apical     | Apical |
| Labial      | Velar     | Dental    | Palatal | Alveolar | Retrofleja |        |
| ----------- | --------- | --------- | ------- | -------- | ---------- | ------ |
| Oclusiva    | p         | k         | t̪       | c        | t          | ʈ      |
| Nasal       | m         | ŋ         | n̪       | ɲ        | n          | ɳ      |
| Lateral     |           |           |         | ʎ        | l          | ɭ      |
| Rótica      |           |           |         |          | r          |        |
| Aproximante | w         |           |         | j        |            | ɻ      |

Las oclusivas también podrían analizarse como /b, ɡ, d̪, ɟ, d, ɖ/.